# Mystic Revelation of Rastafari
The Mystic Revelation Of Rastafari est un groupe composé des musiciens de Count Ossie et du groupe du saxophoniste Cedric Brooks, les Mystics. Count Ossie (et sa formation Nyahbinghi) est considéré comme un des précurseurs du ska, et donc du reggae. Le genre musical joué par Count Ossie (une formation Nyahbinghi regroupe plusieurs types de percussions : fundeh, bass et repeater). Cedric Brooks est aujourd'hui considéré comme un des meilleurs saxophonistes de Jamaïque.

La fusion des deux formations, en 1974, donne une musique traditionnelle rasta, inspirée des percussions Burus, agrémentée de cuivres. Avec l'album Indward I, le groupe signe quelques morceaux avec des accents jazz. 
Après la mort de Count Ossie, en 1976, le groupe lui survit sous la direction de Brother Samuel Clayton. Mystic Revelation Of Rastafari ont sorti, en 2007, un album live enregistré à Paris, Carried Beyond.

## Membres
(Ces musiciens jouent sur l'album "Inward I", il est probable que certains ne jouent pas sur d'autres albums)
- Samuel Clayton : Composition, chant et percussions
- George Dudley : Composition, chant
- Dean Frazer : Saxophone
- Gibby Morrison : Guitare et basse
- Nambo Robinson : Trombone
- Stephen Stewart : Clavier et piano

## Discographie
- 1973 - Count Ossie and The Mystic Revelation of Rastafari - Grounation
- 1975 - Count Ossie and The Mystic Revelation of Rastafari - Tales of Mozambique
- 1980 - Cedric Brooks & The Mystic Revelation of Rastafari - One Truth
- 2001 - Mystic Revelation of Rastafari - Bongo Man a Come (album live)
- 2006 - Mystic Revelation of Rastafari - Inward I
- 2007 - Mystic Revelation of Rastafari - Carried Beyond (live in Paris double CD)